# Théodore Baudouin d'Aubigny
Jean-Marie-Théodore Baudouin anomenat «d'Aubigny» (París, 19 d'agost de 1786 - 1866) fou un dramaturg francès.
Fill gran de l'impressor Baudouin, Aubigny es va interessar aviat pel teatre. Es va iniciar l'abril 1815 amb l'assistència de Louis-Charles Caigniez amb el melodrama La Pie voleuse, que va merèixer el títol de comèdia per la seva forma regular i simple. Algun temps més tard, va estrenar a l'Odèon Les Petits Protecteurs, que va escriure sol i que li va assegurar una reputació duradora com a dramaturg.